# جونكو (فنانة مانجا)
جونكو (ぢゅん子 ، من مواليد 28 نوفمبر )  هي فنانة مانغا يابانية. ظهرت لأول مرة بشكل احترافي في عام 2009 ، و قامت بتأليف الكثير من مانغات الشواذ اللواطية المعروفة بأسم مانغات الياوي لمجلات مختلفة. و حققت سلسلة المانغا خاصتها ملاحظة كيمي التي أُصدرت عام 2010 ، أول نجاح لها. و في عام 2013 ، أصدرت جونكو أول سلسلة لها فلتقبله هو , لا أنا ، والتي فازت بجائزة أفضل مانغا شوجو في حفل توزيع جوائز كودينشا للمانغا النسخة الأربعين.

## الحياة المهنية
تربت جونكو كـفوجوشي حيث كانت مولعة بقصص الشذوذ بين الفتيان و الرجال و اللواطيين المعروفة بأسم مانغات الياوي و بدئت برسم مانغات الياوي . و في 2009 بدأت في الدخول إلي عالم المانغا من أوسع أبوابه و قامت بالعمل لصالح العديد من المجلات التي تنشر قصص الشواذ و اللواطيين و التي تركز علي العلاقات الشاذة المقززة بين الذكور المعروفة بأسم مانغات الياوي و في 2010 حققت أول نجاح في مسيرتها عندما أصدرت مانغا ملاحظة كيمي . وقام موظفي شركة بيساتسو فريند بدعوتها للأنضمام لشركتهم لتصبح أحد المانغاكات لديهم بعد أن تصفحوا أعمالها التي نالت أعجابهم . بعد اتخاذ قرار بشأن مفهوم لعبة أوتومي ، وفقًا لاقتراح شركة إيكي إيكي ، النكات حول ثقافة فوجوشي ، ابتكرت جونكو أفضل أعمالها علي الأطلاق و هو فلتقبله هو , لا أنا . والتي فازت بجائزة أفضل مانغا شوجو في حفل توزيع جوائز كودينشا للمانغا النسخة الأربعين. و تم تصنيفها طبقاً لتصنيف كونو مانغا جا سوجوي (أفضل المانغات علي الأطلاق ) كأفضل مانغا شوجو في 2015. و بعدما أنتهت جونكو من كتابة الفصل الأخير في هذه السلسلة في 2019 بدأت في نشر المانغا الجديدة الخاصة بها ستار-كروسيد ( العشق المتقاطع للنجوم) لصالح شركة بيساتسو فريند .

## أعمالها

### السلاسل
| السنة | العنوان                                                                                       | المجلة          | ملاحظات     |
| ----- | --------------------------------------------------------------------------------------------- | --------------- | ----------- |
| 2009  | Abarenbō Kareshi (暴れん坊♥彼氏)                                                              | لينكس           |             |
| 2010  | Kimi Nōto (キミノート)                                                                        | جوش             | [ 1 ]       |
| 2010  | The Prince's TimeŌji no Kikan (王子の帰還)                                                    | كرافت           | [ 6 ]       |
| 2011  | Star-like Words (スターライクワーズ)                                                          | جوش             |             |
| 2011  | Mr. Mini MartKonbini-kun (コンビニくん。)                                                     | تشارا سيلكشن ‏   | [ 7 ]       |
| 2012  | Under the Umbrella, With YouKasa no Shita, Futari (傘の下、ふたり)                            | جوش             |             |
| 2012  | Omamori Shimasu, Doko Made mo (お護りします、どこまでも)                                      | تشارا سيليكشن   |             |
| 2012  | Prince of RecipeRecipe no Ōji-sama (レシピの王子様)                                           | مجلية بي × بوي ‏ | [ 1 ]       |
| 2013  | Kiss Him, Not MeWatashi ga Motete Dōsunda (私がモテてどうすんだ)                              | بيساتسو فريند   | [ 3 ] [ 8 ] |
| 2019  | Star-Crossed!!Wotadol: Oshi ga Watashi de Watashi ga Oshi de (ヲタドル 推しが私で 私が推しで) | بيساتسو فريند   | [ 5 ] [ 9 ] |

## وصلات خارجية
- الموقع الرسمي